# Inter multiplices (Leone X)
Inter multiplices è una bolla pontificia di papa Leone X pubblicata il 4 maggio 1515, per promulgare il decreto della X sessione del Concilio Lateranense V relativo alla legittimità dei Monti di pietà.
La bolla (o decreto conciliare) inizia con l'espressione “Leo episcopus servus servorum dei ad perpetuam rei memoriam sacro approbante concilio”, ad indicare che con la sua bolla il papa promulga decisioni con l'approvazione del concilio.
Il testo affermata la legittimità dei Monti di pietà, che non cadono nella condanna propria dell'usura. In questo modo il papa regolarizza quest'istituzione, sorta nel XV secolo ad opera dei Francescani, ne loda gli scopi “buoni e necessari alla società”, si raccomanda perché i prestiti siano completamente gratuiti, anche se sancisce la liceità del modesto onere richiesto per le spese di gestione (l'interesse).